# Andrzej Krzanowski
Andrzej Krzanowski (ur. 9 kwietnia 1951 w Bielsku-Białej, zm. 1 października 1990 w Pszczynie) – polski kompozytor, akordeonista i pedagog.

## Życiorys
Studiował grę na akordeonie u Joachima Pichury i kompozycję u Henryka Mikołaja Góreckiego (1971-75) w Państwowej Wyższej Szkole Muzycznej w Katowicach, gdzie później sam nauczał. 
Jego debiut kompozytorski to cykl Audycji I-IV (Stalowa Wola 1975, 1976, Baranów Sandomierski 1976). Laureat m.in. Konkursu Młodych Związku Kompozytorów Polskich (1976) i konkursu w Digne-les-Bains (1981, 1987), a także Międzynarodowego Konkursu w Ankonie (1986). Brał też udział jako wykonawca w wielu festiwalach polskich i zagranicznych. Od 1987 do 1989 był prezesem Oddziału Związku Kompozytorów Polskich w Katowicach.
Całe życie związany z miastem Czechowice-Dziedzice, gdzie odbywa się cyklicznie od 1991 poświęcony jego pamięci Jesienny Festiwal Muzyczny „Alkagran”. Jego imieniem nazwano Towarzystwo Przyjaciół Muzyki w Katowicach, Salę kameralną Państwowej Szkoły Muzycznej I i II stopnia im. Mieczysława Karłowicza w Katowicach oraz Państwową Szkołę Muzyczną w Mławie.

## Twórczość
Krzanowski komponował utwory instrumentalne (symfoniczne, kameralne, akordeonowe) oraz wokalno-instrumentalne, w których sięgał do tekstów literackich m.in. Jacka Bierezina, Zbigniewa Doleckiego, Mieczysława Stanclika, Sławomira Mrożka. Podkreślał przy tym i eksponował znaczenie tekstu, polemizując tym samym z tradycją wcześniejszej awangardy.
Ważną rolę w twórczości Krzanowskiego odgrywał akordeon, na który kompozytor pisał utwory solowe (7 Ksiąg na akordeon) i kameralne (Alkagran czyli jedno miejsce na prawym brzegu Wisły), stosując nowoczesny język dźwiękowy pozwalający na wyeksponowanie możliwości tego instrumentu.  
Kompozytor łączył zdobycze sonoryzmu z cechami tonalności, był jednym z kompozytorów nowej generacji, którzy korzystając z osiągnięć awangardy, nawiązywali także do tradycji.